# Heteropoda leprosa
Heteropoda leprosa là một loài nhện trong họ Sparassidae.
Loài này thuộc chi Heteropoda. Heteropoda leprosa được Eugène Simon miêu tả năm 1884.